# Ісмаель Коне
Ісмаель Коне (англ. Ismaël Koné, нар. 16 червня 2002, Абіджан) — канадський футболіст івуарійського походження, півзахисник французького «Марселя» і національної збірної Канади.

## Клубна кар'єра
Народився 16 червня 2002 року в івуарійському Абіджані. У семирічному віці перебрався з родиною до Канади. Зростав в Монреалі, займався футболом у школі місцевого однойменного клубу. Дорослу футбольну кар'єру розпочав 2021 року в основній команді «Монреаля».

## Виступи за збірну
Навесні 2022 року дебютував в офіційних матчах у складі національної збірної Канади. Восени того ж року був включений до її заявки на тогорічний чемпіонат світу в Катарі.
| Дата       | Місто      | Господарі  | Результат | Гості    | Турнір                                      | Голи | Примітки |
| ---------- | ---------- | ---------- | --------- | -------- | ------------------------------------------- | ---- | -------- |
| 24-3-2022  | Сан-Хосе   | Коста-Рика | 1 – 0     | Канада   | Відбір до ЧС 2022                           | -    | 80'      |
| 30-3-2022  | Панама     | Панама     | 1 – 0     | Канада   | Відбір до ЧС 2022                           | -    | 46'      |
| 23-9-2022  | Відень     | Катар      | 0 – 2     | Канада   | товариський матч                            | -    | 46'      |
| 27-9-2022  | Братислава | Канада     | 0 – 2     | Уругвай  | товариський матч                            | -    | 55' 89'  |
| 11-11-2022 | Манама     | Бахрейн    | 2 – 2     | Канада   | товариський матч                            | 1    |          |
| 17-11-2022 | Дубай      | Японія     | 1 – 2     | Канада   | товариський матч                            | -    | 46'      |
| 23-11-2022 | Ер-Раян    | Бельгія    | 1 – 0     | Канада   | ЧС 2022 - груповий етап                     | -    | 58'      |
| 27-11-2022 | Ер-Раян    | Хорватія   | 4 – 1     | Канада   | ЧС 2022 - груповий етап                     | -    | 46'      |
| 1-12-2022  | Доха       | Канада     | 1 – 2     | Марокко  | ЧС 2022 - груповий етап                     | -    | 60'      |
| 25-3-2023  | Віллемстад | Кюрасао    | 0 – 2     | Канада   | Ліга націй КОНКАКАФ 2022—2023 - 1-й етап    | -    | 70'      |
| 28-3-2023  | Торонто    | Канада     | 4 – 1     | Гондурас | Ліга націй КОНКАКАФ 2022—2023 - 1-й етап    | -    |          |
| 15-6-2023  | Парадайз   | Панама     | 0 – 2     | Канада   | Ліга націй КОНКАКАФ 2022—2023 - півфінал    | -    | 75'      |
| 18-6-2023  | Парадайз   | США        | 2 – 0     | Канада   | Ліга націй КОНКАКАФ 2022—2023 - фінал       | -    |          |
| 13-10-2023 | Ніїгата    | Японія     | 4 – 1     | Канада   | товариський матч                            | -    | 61'      |
| 18-11-2023 | Кінгстон   | Ямайка     | 1 – 2     | Канада   | Ліга націй КОНКАКАФ 2023—2024 - чвертьфінал | -    | 59'      |
| 21-11-2023 | Торонто    | Канада     | 2 – 3     | Ямайка   | Ліга націй КОНКАКАФ 2023—2024 - чвертьфінал | 1    | 74'      |
| Усього     |            | Матчів     | 16        |          | Голів                                       | 2    |          |